# Et cetera
Et cetera ("etc.", "& cetera") is een Latijnse uitdrukking die betekent "en andere dingen" of "enzovoorts". Het is een vertaling van het Griekse "καὶ τὰ ἕτερα" (kai ta hetera, en de andere dingen). Vaak wordt de uitdrukking gespeld als één woord - etcetera - en afgekort tot etc. Ook komt men de spelling et caetera of et cætera tegen. 
De uitdrukking et cetera wordt gebruikt om aan te duiden dat een opsomming niet uitputtend is. In de zin "We hebben heel veel fruit: appelen, bananen, sinaasappelen etc". staat etc. voor 'en andere soorten fruit'. 

## Spelwijze
Zowel de spelwijze etcetera als et cetera wordt gebruikt. Beide zijn verdedigbaar. Van oorsprong bestaat et cetera uit twee woorden; het is Latijn voor 'en overige'. De spelling et cetera staat dan ook sinds jaar en dag in woordenboeken en -lijsten. Maar omdat de woordcombinatie als één geheel gebruikt wordt - de woorden worden in het Nederlands niet afzonderlijk gebruikt - is er geen bezwaar tegen om etcetera te schrijven.
Enzovoort(s)  bestond oorspronkelijk ook uit losse woorden, maar is inmiddels tot enzovoort(s) aaneengegroeid. In de Spellingwijzer Onze Taal is etcetera als één woord opgenomen (naast et cetera). De taalunie hanteert vooralsnog de spelling als twee afzonderlijke woorden.

## Afkortingen
Tegenwoordig is de afkorting etc. gangbaar. In oudere drukwerken staat ook wel &c., waarbij in sommige typografieën & nog herkenbaar is als ligatuur van et.